# Gnarps landsfiskalsdistrikt
Gnarps landsfiskalsdistrikt var 1918–1951 ett landsfiskalsdistrikt i Gävleborgs län, bildat när Sveriges indelning i landsfiskalsdistrikt trädde i kraft den 1 januari 1918, enligt beslut den 7 september 1917. När Sveriges nya indelning i landsfiskalsdistrikt trädde i kraft den 1 januari 1952 (enligt kungörelsen 1 juni 1951) upplöstes landsfiskalsdistriktet och Gnarps landskommun införlivades i Bergsjö landsfiskalsdistrikt medan kommunerna Harmånger och Jättendal (som samma datum, genom kommunreformen, uppgick i Harmångers kommun) införlivades i Forsa landsfiskalsdistrikt.
Landsfiskalsdistriktet låg under länsstyrelsen i Gävleborgs län.

## Ingående områden
Distriktet omfattade ursprungligen kommunerna Gnarp och Jättendal. När Sveriges nya indelning i landsfiskalsdistrikt trädde i kraft den 1 oktober 1941 (enligt kungörelsen den 28 juni 1941) tillfördes Harmångers landskommun från det upphörda Harmångers landsfiskalsdistrikt.

### Från 1918
- Gnarps landskommun
- Jättendals landskommun

### Från 1 oktober 1941
- Gnarps landskommun
- Harmångers landskommun
- Jättendals landskommun